# Миссионерское обозрение
«Миссионе́рское обозре́ние» — ежемесячный православный миссионерский журнал, официальное издание Синодального миссионерского отдела Русской Православной Церкви.

## История
Учреждён в 1896 году по решению 2-го Всероссийского миссионерского съезда. Издавался в Киеве. Журнал являлся официальным изданием синодальной внутренней миссии, созданной в первой половине XIX века для борьбы со старообрядческим расколом и сектантством.
Журнал выходил ежемесячно объёмом 8—10 печатных листов (в 2-х отдельно издаваемых частях).
Первая часть служила специальным координирующим органом для миссионеров. В ней помещались сведения о церковно-гражданских узаконениях, касающихся сектантов, статьи по миссионерской методике, материалы о современном состоянии сектантства и старообрядчества. Здесь же помещались критические разборы сектантских сочинений, обрядников, катехизисов и пр. Публиковались дневники известных миссионеров, отчёты епархиальных миссий, материалы судебных процессов над сектантами, а также сведения этнографического и статистического характера о русском сектантстве.
Вторая часть включала статьи с изложением святоотеческих учений, в которых особенное внимание обращалось на места, иначе трактуемые сектантами различных направлений. Публиковались избранные патриотические сочинения (имеющие отношение к тематике журнала). Здесь содержались также все приложения к журналу: поучения, внебогослужебные беседы и спец. «Миссионерские листки» для народа.
Выпуск журнала прекратился в 1916 году.
Журнал возрождён в январе 1996 года как печатный орган созданного в конце 1995 года Миссионерского отдела при Священном Синоде Русской православной церкви.
Ныне это 66-страничный иллюстрированный журнал с цветной обложкой и вкладкой, выходящий один раз в два месяца. Печатается журнал Издательским домом Белгородской митрополии. Тираж в 2017 году - 1860 экз.